# 南中央 (福島市)
南中央（みなみちゅうおう）は、福島県福島市の町丁である。南中央一丁目から四丁目で構成されている。郵便番号は960-8073。

## 地理
市の中央西地域とその西側の吾妻地域に跨り、福島市街地の西部に位置する。一丁目と四丁目のそれぞれ一部が中央西地域、その他の地域が吾妻地域に属する。北で東中央と、東で野田町と、南で下野寺と、西で西中央と、北西角で北中央とそれぞれ隣接する。上町に所在する 福島警察署及び天神町に所在する福島消防署、及び上野寺に所在する福島消防署西出張所のそれぞれ管轄にあたる。域内は新興住宅地として家屋が多数建ち並び、域内の幹線道路沿いに商業施設などが立地する。

## 歴史
1976年7月6日より行われた福島中央土地区画整理事業により東中央、西中央、北中央と共に1989年3月10日に下野寺の一部が町名地番変更され設置された。

## 世帯数と人口
2022年（令和4年）1月31日現在の世帯数と人口は以下の通りである。
| 町丁   | 世帯数  | 人口   |
| ------ | ------- | ------ |
| 南中央 | 500世帯 | 1051人 |

## 小・中学校の学区
市立小・中学校に通う場合、学区は以下の通りとなる。
| 番地                                                         | 小学校               | 中学校             |
| ------------------------------------------------------------ | -------------------- | ------------------ |
| 南中央一丁目の一部・四丁目の一部                             | 福島市立三河台小学校 | 福島市立岳陽中学校 |
| 上記以外の南中央一丁目および四丁目、二丁目および三丁目の全域 | 福島市立野田小学校   | 福島市立野田中学校 |

## 交通

### 鉄道
- 域内に鉄道施設は無い。最寄り駅は笹木野駅である。

### 道路
- 国道13号福島西道路（域内西端）
- 福島県道70号福島吾妻裏磐梯線
- 福島市道165号中央1号線（域内北端）

### バス
福島交通路線バス
- （福島駅方面） - 長泥 - 鶴島前 - （上姥堂方面）
  - 上姥堂
  - 上姥堂経由高湯温泉
  - 福島駅西口経由大原綜合病院

## 施設
- 野田中央公園
- 福島県土地改良会館
- 福島信用金庫西支店
- リオンドール南中央店